# Pedioplanis rubens
Pedioplanis rubens är en ödleart som beskrevs av  Mertens 1955. Pedioplanis rubens ingår i släktet Pedioplanis och familjen lacertider. Inga underarter finns listade i Catalogue of Life.